# Kvarnsjön (Ucklums socken, Bohuslän, 644955-127703)
Kvarnsjön är en sjö i Stenungsunds kommun i Bohuslän och ingår i Göta älv-Bäveåns kustområde. Sjön är 10,5 meter djup, har en yta på 0,0796 kvadratkilometer och är belägen 119,8 meter över havet. Sjön avvattnas av vattendraget Bratteforsån.

## Delavrinningsområde
Kvarnsjön ingår i det delavrinningsområde (644896-127599) som SMHI kallar för Inloppet i Stora Hällungen. Medelhöjden är 116 meter över havet och ytan är 16,91 kvadratkilometer. Det finns inga avrinningsområden uppströms utan avrinningsområdet är högsta punkten. Avrinningsområdets utflöde Bratteforsån mynnar i havet. Avrinningsområdet består mestadels av skog (70 procent) och jordbruk (12 procent). Avrinningsområdet har 0,4 kvadratkilometer vattenytor vilket ger det en sjöprocent på 2,4 procent.